# كارل وينريش
كارل وينريش (بالألمانية: Karl Weinrich)‏ (2 ديسمبر 1887، في مولميك - 22 يوليو 1973، في هاوسن) كان غاولايتر Kurhessen.
كان كارل وينريش عضوًا في الحزب النازي من أغسطس 1922. من عام 1925 إلى عام 1927، كان أمين خزانة الغاو في الحزب النازي. من عام 1930 إلى عام 1933 كان عضوًا في لاندتاج البروسي، واعتبارًا من 12 نوفمبر 1933 كان عضوًا في الرايخستاغ عن الدائرة الانتخابية في هيس ناساو. كان من عام 1928 إلى عام 1943 غاولايتر غاو كرهيسن. بعد وقت قصير من الهجوم الذي وقع في 22 أكتوبر 1943 على كاسل، والذي دمر المدينة الداخلية بأكملها، تم تجريده من منصيهوخلفه كارل جيرلاند.  نجا وينريش من الحرب، وحُكم عليه بالسجن لمدة عشر سنوات في عام 1949، وتوفي في عام 1973. 

## روابط خارجية
- كارل وينريش على موقع مونزينجر (الألمانية)